# Rashomon
Rashomon (Japans: 羅生門, Rashōmon) is een Japanse film van Akira Kurosawa uit 1950 naar verhalen van Ryunosuke Akutagawa. Rashomon was een van de eerste Japanse films die in het westen veel succes had. De film heeft als thema de vraag of het al dan niet mogelijk is uit de verklaringen van meerdere getuigen een eenduidige reconstructie van gebeurtenissen uit het verleden te vormen. Nog steeds wordt de film door velen beschouwd als een meesterwerk. Rashomon is ook de eerste postmoderne film genoemd. 

## Ontstaan van de film
Rashomon had een moeizame ontstaansgeschiedenis. Als basis ervoor dienden twee literaire werken van Akutagawa. Bij het productiebedrijf Daiei was men niet bijster enthousiast over het project. De houding jegens de toen 39-jarige regisseur Kurosawa - die in het laatste jaar van de Tweede Wereldoorlog een propagandafilm had gemaakt - werd er niet beter op toen hij het budget overschreed middels de bouw van een replica van de gelijknamige stadspoort in Kioto en de inzet van vier brandweerauto's om het effect van de stromende regen te creëren, waarin de vertellers hun verhaal doen.
De film werd niet bij het Filmfestival van Venetië in 1950 ingebracht, omdat deze niet representatief genoeg geacht werd voor de Japanse filmindustrie. Een Italiaanse Japanoloog, Giuliana Stramigioli, kwam ermee aan. Later won Rashomon echter de Gouden Leeuw, de hoogste prijs op dat festival, waarmee de Japanse cinema bekendheid kreeg in de wereld. De Amerikaanse National Board of Review noemde het de "beste buitenlandse film van het jaar" en Kurosawa als "beste regisseur". 

## Het verhaal

### Ontmoeting bij de Rashomonpoort
In het eerste raam van de vertelling ontmoeten drie mensen elkaar in de stromende regen bij de Rashomonpoort van het verwoeste Kioto. Een priester (Minoru Chiaki) spreekt met de burger (Kichijiro Ueda) en een houthakker (Takashi Shimura) en hij vertelt het verhaal over de gewelddadige dood en een (mogelijke) verkrachting  in het Japan van de 12e eeuw. De details over een enkele verschrikkelijke middag in het bos lijken niet allemaal met elkaar te rijmen. Ze kloppen niet, omdat ze van minstens vier verschillende personen afkomstig zijn. Een samoerai (Masayuki Mori) wordt gedood, zijn vrouw (Machiko Kyō) verkracht. In elk scenario draait het om een waanzinnige bandiet (Toshiro Mifune), die de verkrachting of de moord of beide pleegde.

### Rechtszaak

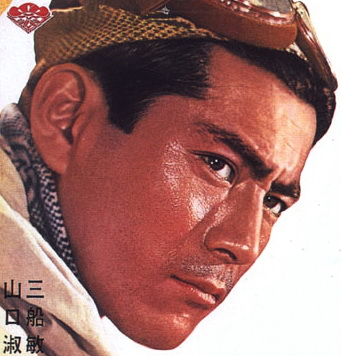
Toshiro Mifune op een filmaffiche uit 1950

De houtvester vertelt hoe hij het lijk van de vermoorde samoerai vindt in het bos en dan de politie verwittigt. Dan volgt de rechtszaak, waarin ook de verhalen van andere getuigen worden gehoord.
- Eerst is er de hysterische bandiet (gespeeld door Toshiro Mifune als het prototype van de 'verachtelijke Koreaan'), die schuld bekent aan alles, behalve aan de verkrachting. Volgens hem wilde de vrouw geslachtsgemeenschap en de dood van de samoerai zou de uitkomst zijn van een duel dat zij eiste.
- Volgens de vrouw (die ook vrij hysterisch gespeeld wordt) heeft haar man haar kil afgewezen, nadat ze verkracht is. Ze vraagt hem haar te doden en als hij dat ook weigert, valt ze in zwijm. Als ze bijkomt, vindt ze haar man dood.
- Ten slotte wordt het verhaal van de samoerai aan het hof gepresenteerd door middel van een medium. Ook zijn verhaal verschilt erg van de anderen. Volgens hem heeft de vrouw zich grif aan de bandiet gegeven en vervolgens de bandiet gevraagd hem te vermoorden. De bandiet is geschokt door dit voorstel, gooit de vrouw op de grond en vraagt de samoerai, of hij zijn vrouw zal doden volgens diens erecode. De man zegt dat hij voor deze nobele daad de bandiet bijna heeft willen vergeven. De vrouw vlucht weg, de bandiet krijgt haar niet meer te pakken en de treurende echtgenoot pleegt zelfmoord met een dolk.

Door deze dolk wordt ook de houtvester ongeloofwaardig als getuige. Hij bekent uiteindelijk die dolk te hebben ontvreemd.

### Vondeling
De film eindigt met de vondst van een achtergelaten kind bij de Rashomonpoort. Het kind wordt vlug gestolen door de man. Uiteindelijk neemt de houtvester het kind mee: hij heeft toch al een groot gezin.

## Thematiek
Rashomon is door zijn existentiële plot synoniem geworden voor de relativiteit van 'de waarheid'. Alle verhalen van de getuigen lijken perfect logisch en verdedigbaar, maar steeds blijkt er een onderliggend motief te zijn (wraak, eer, hebzucht, angst) om het verhaal op deze manier te vertellen. De vraag blijft over of er wel zoiets bestaat als objectieve waarheid. Nee, lijkt Kurosawa aan het einde van de film te zeggen. Maar er is nog wel barmhartigheid.

## Rolverdeling
| Acteur          | Personage         |
| --------------- | ----------------- |
| Toshiro Mifune  | Tajomaru          |
| Machiko Kyo     | Masako Kanazawa   |
| Masayuki Mori   | Takehiro Kanazawa |
| Takashi Shimura | Houtvester        |
| Minoru Chiaki   | Priester          |
| Kichijiro Ueda  | Burger            |
| Noriko Honma    | Medium            |
| Daisuke Kato    | Politieagent      |

## Trivia
- Rashomon is een van de favoriete films van de Nederlandse regisseur Paul Verhoeven. [3]